# ده‌باله سیاه‌باله
ده‌باله سیاه‌باله (نام علمی: Alepes melanoptera) نام یک گونه از ده‌باله‌های بیضوی است.